# Electric (Pet Shop Boys-album)
Electric er det 12. studiealbum fra den engelske synthpop duo Pet Shop Boys udgivet den 12. juli 2013. Det blev udgivet på bandets eget og nystiftede selskab, x2, (udtales 'times 2, på dansk: 'gange 2') og det er dermed første gang i 27 år, bandet ikke udgiver på pladeselskabet Parlophone. I England var Electric BBC Radio 2's Ugens Album fra den 8. august 2013. I Danmark opnåede albummet en andenplads på Tracklisten. 
På albummet medvirker rapperen Example. De fleste af sangene er skrevet af Tennant og Lowe selv, dog er sangen "The Last to Die" skrevet af Bruce Springsteen i 2007.

## Baggrund
Pet Shop Boys indspillede albummet i London, Berlin og Los Angeles fra november 2012 til april 2013. Den 30. april oplyste duoen på deres hjemmeside, at de havde indspillet albummet i løbet af de seneste seks måneder. Navnlig sangen "Fluorescent" var skrevet og indspillet i løbet af den seneste måned. Stuart Price blev valgt som producer, fordi Pet Shop Boys ønskede at lave en elektronisk dance-plade. Price udtalte på den baggrund, at hans mål var at give hver sang "an euphoric, fresh feel to it". Albummet fik derfor en mere danseinspireret karakter i modsætning til den noget mere afdæmpede forgænger "Elysium" fra 2012. 

## Anmeldelser
Albummet blev generelt positivt modtaget af de danske anmeldere. Soundvenue gav 5 ud af 6 stjerner og Ekstra Bladet 4 ud af 6 stjerner.